# Dừa nước
Dừa nước hay còn gọi dừa lá (danh pháp hai phần: Nypa fruticans), trong các ngôn ngữ khác còn có các tên Attap palm (Singapore), Nipa palm (Philippines), Mangrove palm hoặc Nipah palm (Malaysia), là loài duy nhất trong họ Cau (Arecaceae) sinh sống trong đầm lầy. Loài dừa nước, duy nhất trong chi Nypa, sinh trưởng tại miền nam châu Á và bắc Úc. Hoá thạch của phấn hoa dừa nước đã được xác định niên đại đến 70 triệu năm về trước.
Thân cây dừa nước mọc ngang dưới lòng đất, chỉ có lá và cuống hoa mọc lên trên. Vì vậy, nó không được xem như một loại cây gỗ, mặc dù tán lá có thể cao đến 9 mét. Hoa cái nở rộ thành chùm ở đầu cụm hoa hình cầu, hoa đực màu đỏ hoặc vàng dạng đuôi sóc trên những nhánh kế sau. Khi hoa đã thụ phấn, những trái nhỏ ép vào nhau lớn lên thành như một quả bóng đường kính cỡ 25–30 cm trên mỗi đầu cuống (quài dừa). Hạt dừa nước khô già sẽ rơi rụng và phân tán theo thủy triều, có khi mọc mầm ngay khi trôi nổi.
Dừa nước mọc trong những vùng sình lầy dọc theo bờ sông, hay vùng ven cửa biển có thủy triều lên xuống, có nước chảy chậm bồi đắp phù sa dinh dưỡng. Nếu để tự nhiên, dừa nước sẽ phát tán sinh sôi nảy nở theo sự đưa đẩy của thủy lưu. Dừa nước rất thường gặp dọc theo bờ biển và các cửa sông đổ vào Ấn Độ Dương và Thái Bình Dương, từ Bangladesh tới các hải đảo Thái Bình Dương. Loài dừa nước có thể sống còn qua một thời kỳ khô ráo ngắn hạn. Dừa nước được coi như một loài thực vật đang có nguy cơ bị tuyệt chủng tại Singapore.

## Công dụng
Lá dừa nước được dùng nhiều nhất vào việc chầm lá để lợp nhà, làm rổ rá, rất phổ thông ở những vùng Nam Bộ Việt Nam và nhiều địa phương của các nước lân cận.
Cuống hoa dừa nước (quài dừa) chưa nở hoa có thể được trích lỗ hứng nhựa ngọt làm một thứ rượu mà người Philippines gọi là tuba. Họ cũng để nhựa ấy tự lên men thành một loại dấm nguyên chất, đặc sản của tỉnh Paombong, Bulacan. Mầm dừa non ăn được, cũng như những cánh hoa nở có dùng như trà (chè). Cùi dừa non thì dược dùng vào các món giải khát khác nhau, tuỳ theo quốc gia kể trên. Trên đảo Roti và Savu, người ta cho lợn (heo) ăn dừa nước vào mùa khô để thịt heo sẽ ngọt. Lá dừa nước thật non còn được dùng để làm giấy quấn thuốc lá.
Mật nhựa dừa nước có nồng độ đường rất cao. Khi dùng để lên men rượu cồn, 1 ha có thể sản xuất được 15.000 đến 20.000 lít nhiên liệu xanh, so với 5.000-8.000 lít nếu dùng mía đường, hay 2.000 lít nếu dùng ngô (bắp).
Khai thác dừa nước là một truyền thống lâu đời ở Đông Nam Á khi mà một bộ phận khá lớn cư dân các vùng duyên hải Tây Thái Bình Dương lấy dừa nước làm nguồn thu nhập chính.
Ở Philippines, 93% cồn và rượu được sản xuất chủ yếu từ dừa nước trong năm 1910, sản lượng lúc đó đã lên đến 90.000 lít. Giấm dừa nước là nguyên liệu tuyệt vời để chế biến các món ăn hấp dẫn tại các nhà hàng ở Thái Lan và Philippines. Ở Malaysia, đường dừa nước có mùi vị thơm ngon là một mặt hàng xuất khẩu.
Ở Việt Nam, nông dân ngày nay mới chỉ sử dụng trái dừa nước để ăn và lá để lợp nhà hay làm củi, không mấy ai biết đến kỹ thuật rút nhựa dừa nước từ cuống hoa để nấu đường, ủ rượu, làm bia, lên men giấm, chưng cất cồn và một số loại sản phẩm có giá trị khác, trong khi đó lại là nguồn thu nhập có hiệu quả nhất của dừa nước. Sản lượng đường dừa nước trung bình 20,3 tấn/ha, cao hơn so với đường mía (khoảng 5 đến 15 tấn/ha).
Phải đến năm thứ 4 hoặc thứ 5 cây mới đơm hoa cho trái. Thời gian này sẽ kéo dài đến năm thứ 55 trở lên, nghĩa là mỗi cây dừa nước có thể khai thác liên tục trên 50 năm. Mỗi ngày 2 lần, người ta dùng dao sạch cắt bỏ một lát mỏng 2 mm trên đầu cuống để nhựa cây chảy ra liên tục.
Ở các đồn điền tại Sumatra, Indonesia, cứ mỗi 10 hecta cần đến 38 người lao động: 30 người cho việc lấy nhựa, 5 người cho việc tỉa gốc và xử lý cơ học cuống hoa, 2 người cho việc chuyên chở và 1 người cai quản. Sản lượng đường đều đặn tại nước này vào khoảng 22,4 tấn/ha/năm.

## Lợi ích sức khỏe và Y học truyền thống
Theo Đông y, Dừa nước có công dụng tương đương nhưng khí âm hàn nhiều hơn Dừa: ngọt mát, không độc, giúp tăng cường khí lực, tươi nhuận nhan sắc, giải nhiệt, cầm máu nên dùng rất tốt để điều trị cảm nắng, thổ huyết, máu cam.

## Một vài hình ảnh

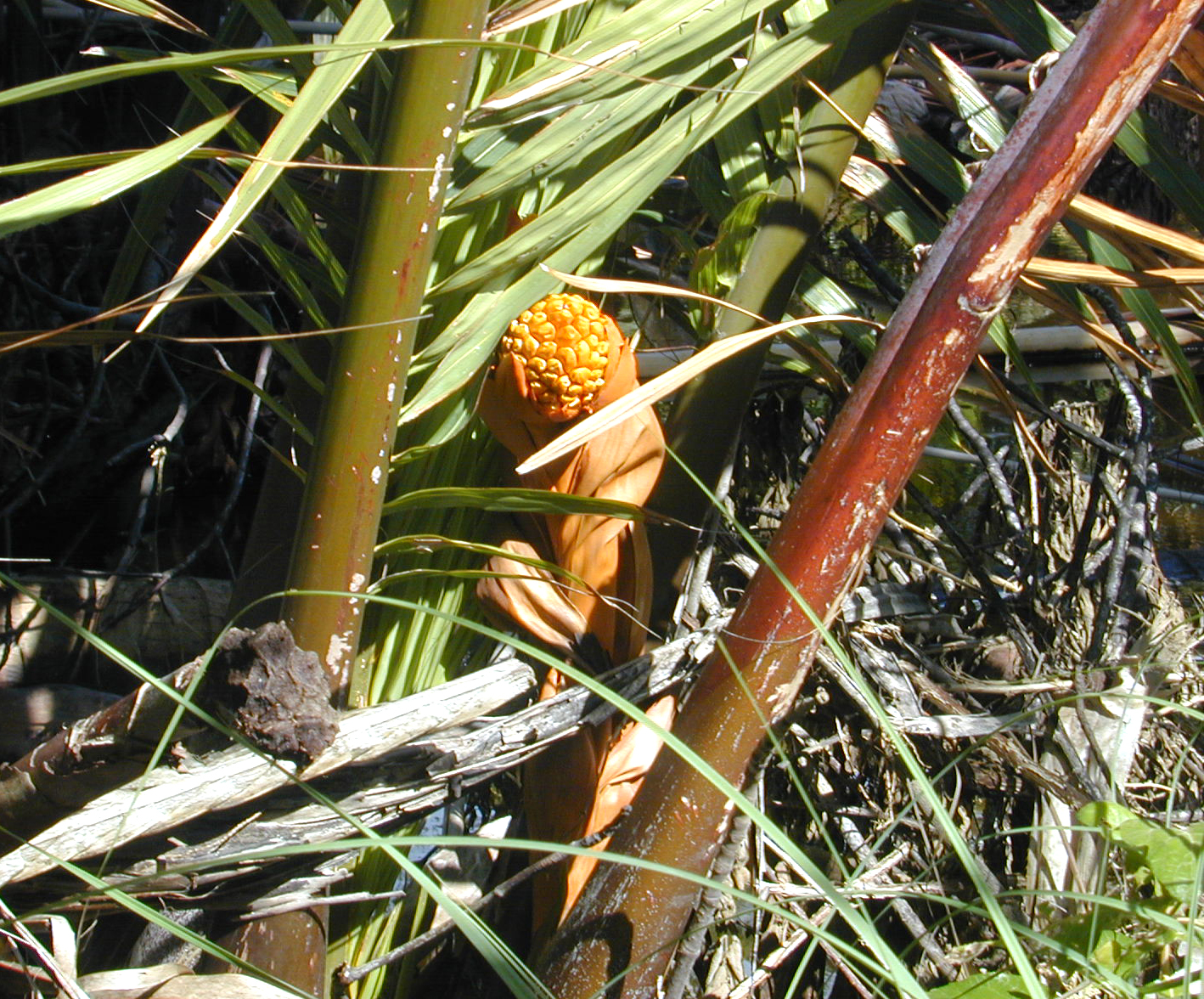
Hoa dừa nước.
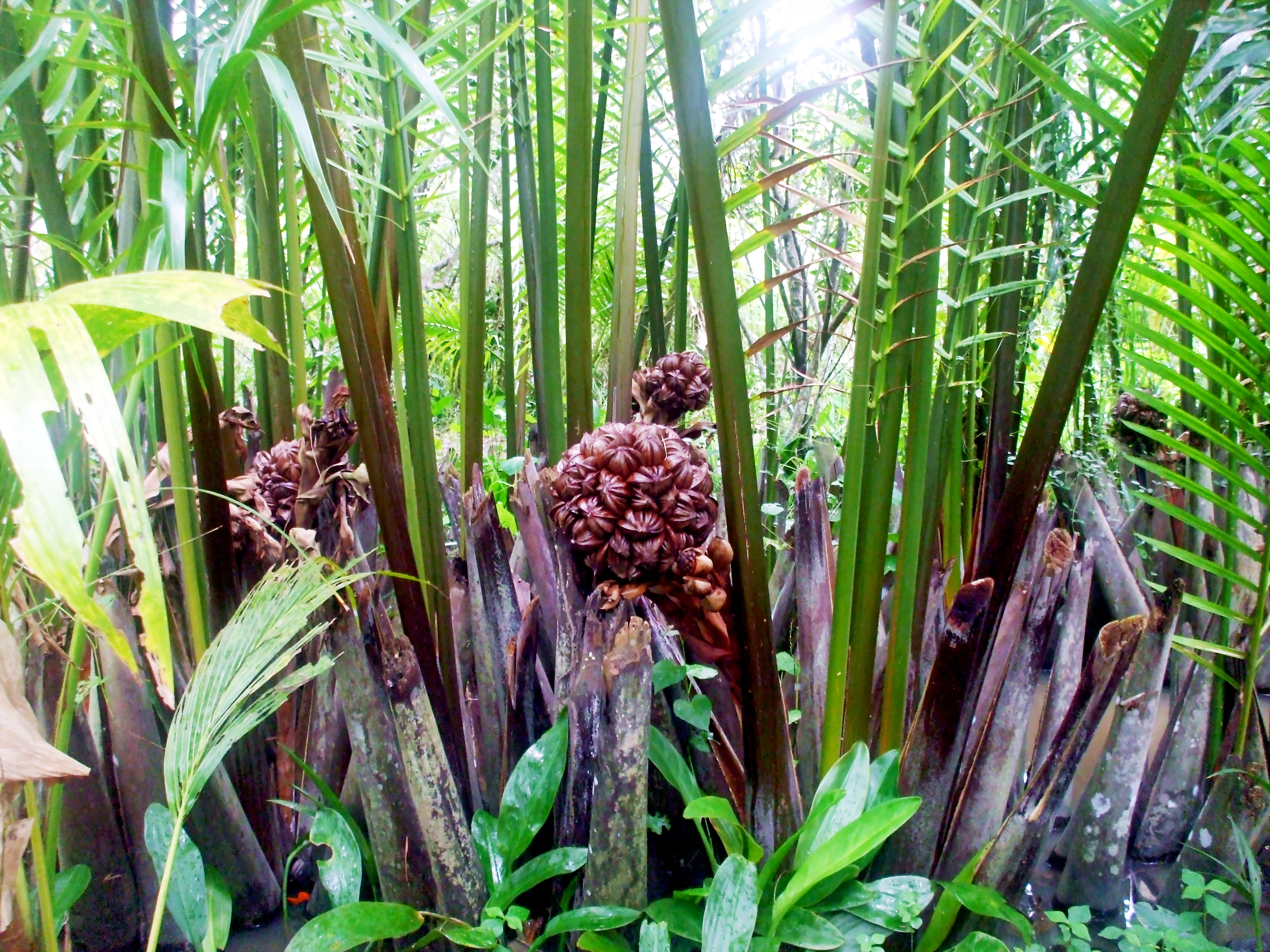
Dừa nước có trái.
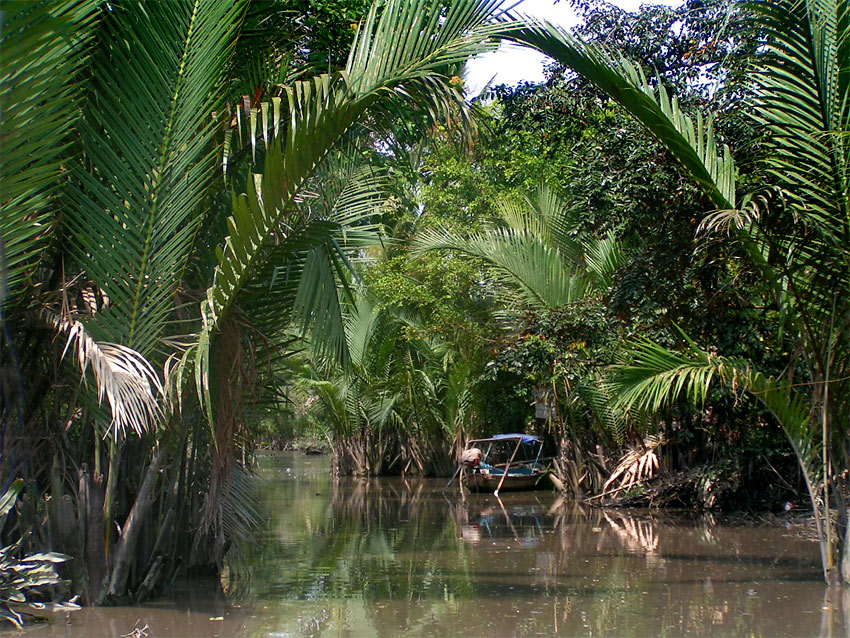
Dừa nước ở Cần Thơ.
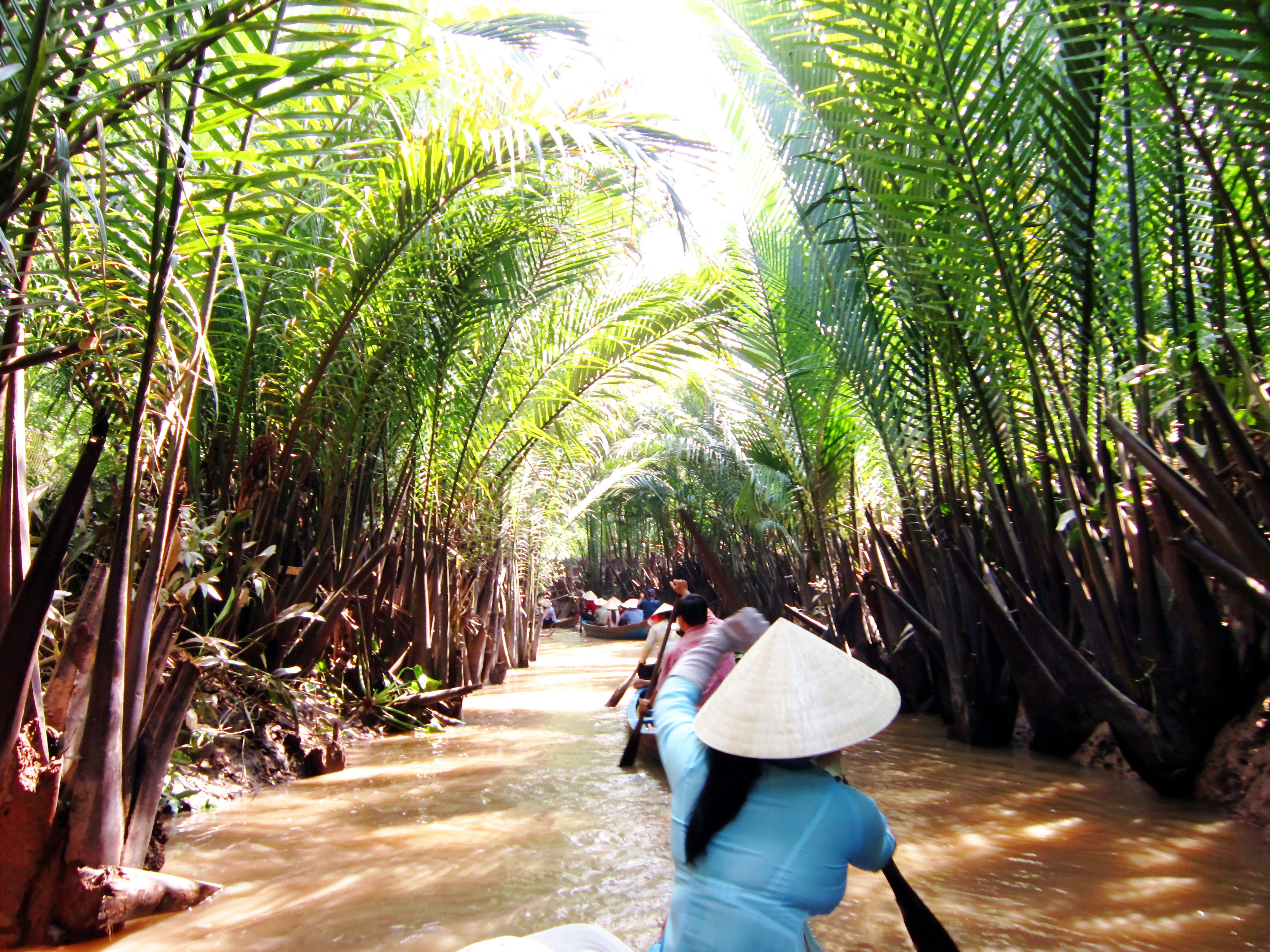
Dừa nước mọc đầy hai bên bờ rạch ở Bến Tre.
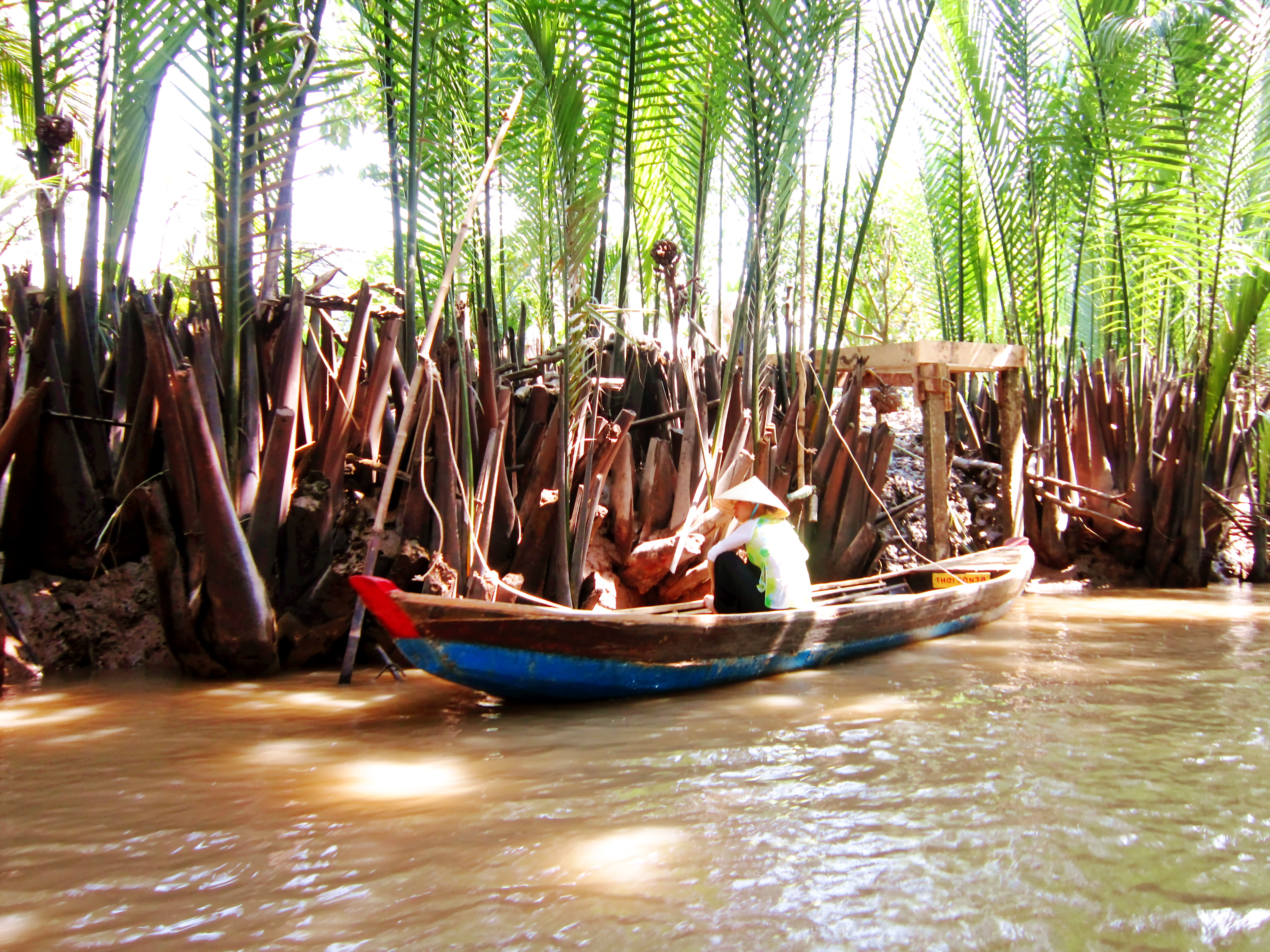
Một cô gái ở Bến Tre chuẩn bị thu hái trái dừa nước.
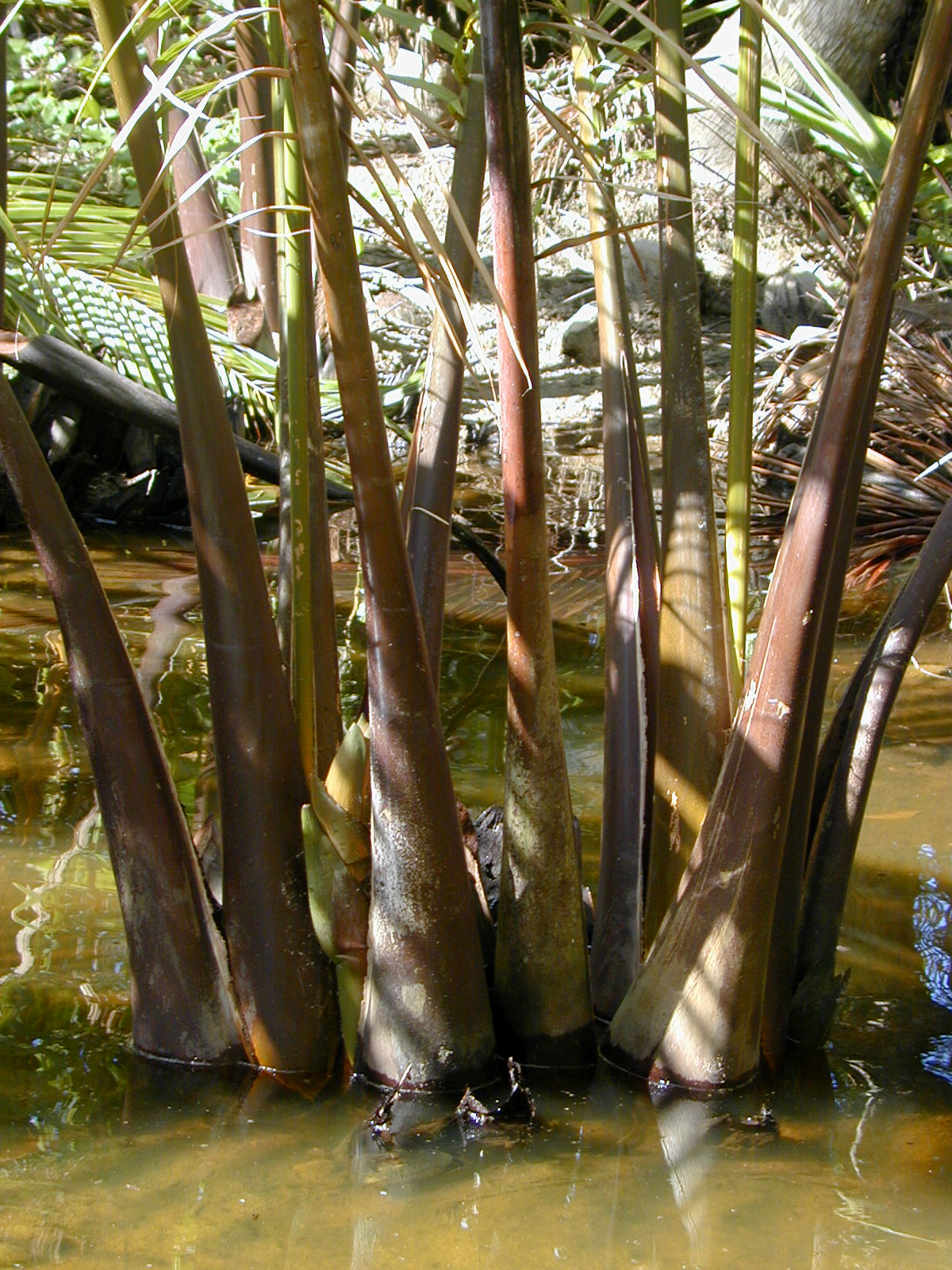